# Coupe du monde de cyclo-cross 2010-2011
Navigation
2009-2010 2011-2012
La 18e édition de la coupe du monde de cyclo-cross a commencé le 4 octobre 2010 à Aigle et s'est terminée le 23 janvier 2011 à Hoogerheide. Elle comprenait huit manches pour les hommes, sept pour les femmes, et 5 pour les hommes espoirs et juniors. Les vainqueurs dans chacune de ces catégories sont respectivement Niels Albert, dont c'est le premier succès, Sanne van Paassen, Lars van der Haar et Laurens Sweeck.

## Hommes élites

### Résultats
| #  | Lieu           | Date        | Vainqueur     | Deuxième       | Troisième     | Leader du classement général |
| -- | -------------- | ----------- | ------------- | -------------- | ------------- | ---------------------------- |
| 1. | Aigle          | 17 octobre  | Zdeněk Štybar | Niels Albert   | Kevin Pauwels | Zdeněk Štybar                |
| 2. | Plzeň          | 24 octobre  | Zdeněk Štybar | Kevin Pauwels  | Niels Albert  | Zdeněk Štybar                |
| 3. | Coxyde         | 27 novembre | Niels Albert  | Zdeněk Štybar  | Sven Nys      | Zdeněk Štybar                |
| 4. | Igorre         | 5 décembre  | Niels Albert  | Francis Mourey | Sven Nys      | Niels Albert                 |
| 5. | Kalmthout      | 19 décembre | Tom Meeusen   | Sven Nys       | Kevin Pauwels | Niels Albert                 |
| 6. | Heusden-Zolder | 26 décembre | Lars Boom     | Niels Albert   | Bart Wellens  | Niels Albert                 |
| 7. | Pontchâteau    | 16 janvier  | Kevin Pauwels | Niels Albert   | Sven Nys      | Niels Albert                 |
| 8. | Hoogerheide    | 23 janvier  | Niels Albert  | Kevin Pauwels  | Sven Nys      | Niels Albert                 |

### Classement général
| Pos | Coureur               | Pts |
| --- | --------------------- | --- |
| 1   | Niels Albert          | 570 |
| 2   | Kevin Pauwels         | 499 |
| 3   | Sven Nys              | 484 |
| 4   | Bart Aernouts         | 392 |
| 5   | Francis Mourey        | 369 |
| 6   | Klaas Vantornout      | 357 |
| 7   | Gerben de Knegt       | 341 |
| 8   | Philipp Walsleben     | 330 |
| 9   | Dieter Vanthourenhout | 299 |
| 10  | Bart Wellens          | 294 |

## Femmes élites

### Résultats
| #  | Lieu           | Date        | Vainqueur         | Deuxième             | Troisième                | Leader du classement général |
| -- | -------------- | ----------- | ----------------- | -------------------- | ------------------------ | ---------------------------- |
| 1. | Aigle          | 17 octobre  | Katherine Compton | Daphny van den Brand | Kateřina Nash            | Katherine Compton            |
| 2. | Plzeň          | 24 octobre  | Sanne van Paassen | Daphny van den Brand | Kateřina Nash            | Sanne van Paassen            |
| 3. | Coxyde         | 27 novembre | Katherine Compton | Daphny van den Brand | Sanne van Paassen        | Daphny van den Brand         |
| 4. | Kalmthout      | 19 décembre | Katherine Compton | Marianne Vos         | Kateřina Nash            | Sanne van Paassen            |
| 5. | Heusden-Zolder | 26 décembre | Katherine Compton | Marianne Vos         | Sanne van Paassen        | Katherine Compton            |
| 6. | Pontchâteau    | 16 janvier  | Marianne Vos      | Hanka Kupfernagel    | Christel Ferrier-Bruneau | Sanne van Paassen            |
| 7. | Hoogerheide    | 23 janvier  | Katherine Compton | Hanka Kupfernagel    | Marianne Vos             | Sanne van Paassen            |

### Classement général
| Pos | Coureuse                 | Pts |
| --- | ------------------------ | --- |
| 1   | Sanne van Paassen        | 310 |
| 2   | Katherine Compton        | 300 |
| 3   | Marianne Vos             | 205 |
| 4   | Sanne Cant               | 203 |
| 5   | Hanka Kupfernagel        | 198 |
| 6   | Daphny van den Brand     | 190 |
| 7   | Christel Ferrier-Bruneau | 187 |
| 8   | Pavla Havlíková          | 187 |
| 9   | Kateřina Nash            | 170 |
| 10  | Helen Wyman              | 140 |

## Hommes espoirs

### Résultats
| #  | Lieu           | Date        | Vainqueur         | Deuxième          | Troisième         | Leader du classement général |
| -- | -------------- | ----------- | ----------------- | ----------------- | ----------------- | ---------------------------- |
| 1. | Coxyde         | 27 novembre | Vincent Baestaens | Marcel Meisen     | Lars van der Haar | Vincent Baestaens            |
| 2. | Kalmthout      | 19 décembre | Vincent Baestaens | Wietse Bosmans    | Lars van der Haar | Vincent Baestaens            |
| 3. | Heusden-Zolder | 26 décembre | Wietse Bosmans    | Tijmen Eising     | Matthieu Boulo    | Vincent Baestaens            |
| 4. | Pontchâteau    | 16 janvier  | Matthieu Boulo    | Lars van der Haar | Matteo Trentin    | Vincent Baestaens            |
| 5. | Hoogerheide    | 23 janvier  | Matthieu Boulo    | Joeri Adams       | Lars van der Haar | Lars van der Haar            |

### Classement général
| Pos | Coureur           | Pts |
| --- | ----------------- | --- |
| 1.  | Lars van der Haar | 220 |
| 2.  | Matthieu Boulo    | 219 |
| 3.  | Wietse Bosmans    | 186 |
| 4.  | Vincent Baestaens | 183 |
| 5.  | Joeri Adams       | 166 |
| 6.  | Jim Aernouts      | 139 |
| 7.  | Elia Silvestri    | 121 |
| 8.  | Tijmen Eising     | 112 |
| 9.  | Vinnie Braet      | 110 |
| 10. | Micki Van Empel   | 81  |

## Hommes juniors

### Résultats
| #  | Lieu           | Date        | Vainqueur         | Deuxième         | Troisième        | Leader du classement général |
| -- | -------------- | ----------- | ----------------- | ---------------- | ---------------- | ---------------------------- |
| 1. | Coxyde         | 27 novembre | Laurens Sweeck    | Daniel Peeters   | Diether Sweeck   | Laurens Sweeck               |
| 2. | Kalmthout      | 19 décembre | Laurens Sweeck    | Daniel Peeters   | Diether Sweeck   | Laurens Sweeck               |
| 3. | Heusden-Zolder | 26 décembre | Lars Forster      | Vojtech Nipl     | Stan Godrie      | Laurens Sweeck               |
| 4. | Pontchâteau    | 16 janvier  | Clément Venturini | Danny van Poppel | Quentin Jauregui | Laurens Sweeck               |
| 5. | Hoogerheide    | 23 janvier  | Laurens Sweeck    | Kévin Bouvard    | Fabien Doubey    | Laurens Sweeck               |

### Classement général
| Pos | Coureur           | Pts |
| --- | ----------------- | --- |
| 1   | Laurens Sweeck    | 237 |
| 2   | Daniel Peeters    | 160 |
| 3   | Lars Forster      | 158 |
| 4   | Clément Venturini | 157 |
| 5   | Quentin Jauregui  | 130 |
| 6   | Fabien Doubey     | 129 |
| 7   | Danny van Poppel  | 120 |
| 8   | Kévin Bouvard     | 119 |
| 9   | Vojtech Nipl      | 118 |
| -   | Diether Sweeck    | 118 |